# Йордан Пехливанов
 Йордан Георгиев Пехливанов е български и руски офицер.

## Биография
Йордан Пехливанов е роден на 7 октомври 1877 г. в Сливен в семейството на Георги Добрев, брат на художника Димитър Добрович. През 1898 г. завършва Военното на Негово Княжеско Височество училище и е произведен в чин подпоручик. Повишен на 15 август 1908 г. в капитан, Пехливанов е изпратен в Руската империя, за да премине курс на обучение в Николаевската академия на Генералния щаб на Руската империя.
Преди да завърши Академията, Пехливанов подава молба за руско гражданство, което му е дадено. На 17 юни 1909 г. завършва академията и е повишен в чин капитан на руска служба. За изпълнение на служебния ценз Пехливанов от 1 ноември 1910 г. до 4 октомври 1912 г. командва рота в 94-ти пехотен Енисейски полк. След това е изпратен в България като руски военен наблюдател и участва в Балканската война. За успешното изпълнение на тази задача на 6 декември 1913 г. е награден с орден „Свети Станислав“ III степен.
След завръщането си в Русия в продължение на една година (от 8 декември 1912 г. до 6 декември 1913 г.) служи като старши адютант на щаба на 2-ра гвардейска пехотна дивизия, а след това е помощник на старши адютанта на щаба на гвардейците и на Санктпетербургския военен окръг. На последната длъжност посреща избухването на Първата световна война.
На 1 ноември 1915 г. е назначен за старши адютант в щаба на 9-а армия, а на 6 декември същата година е повишен в подполковник. На 7 февруари 1916 г. е награден с Гергьовденски герб за отличия на фронта и става член на Гергьовденския съвет на 9-а армия. От 15 април 1916 г. заема длъжността изпълняващ началник на щаба на 3-та Заамурска погранична пехотна дивизия. Със заповед на армията и флота от 31 юли 1917 г. Пехливанов е награден с орден „Свети Георги“ 4-та степен и е повишен в чин полковник.
През октомври 1917 г. Пехливанов е в Далечния изток, където е назначен за командир на войските на Приамурския военен окръг. След Октомврийската революция се присъединява към Червената армия, отива в Псков и ръководи Червената армия в Псковска област срещу войските на Германия. Там е до Брест-Литовски мирен договор, а след това заема различни командни длъжности в Луга, Новгород и Петроград.
През август 1918 г. Пехливанов заминава за Крим, откъдето се опитва да отведе семейството си в Петроград, но поради настъплението на Доброволческата армия е блокиран в Крим и е евакуиран в България.
В родината си отказва да постъпи в армията и работи като инженер. По време на Втората световна война той не е активен, но чрез дъщеря си поддържа връзка и помага на партизаните.
През 1946 г. се пенсионира и работи на непълно работно време като лектор в Дружеството за съветско-българска дружба. Умира в София на 26 март 1955 г.